# Asterivora inspoliata
Asterivora inspoliata is een vlinder uit de familie van de glittermotten (Choreutidae). De wetenschappelijke naam van de soort is voor het eerst geldig gepubliceerd in 1930 door Philpott.